# Twyn y Gregen
Twyn y Gregen är ett slott i Storbritannien.   Det ligger i kommunen Monmouthshire och riksdelen Wales, i den södra delen av landet, 190 km väster om huvudstaden London. Twyn y Gregen ligger 43 meter över havet.
Terrängen runt Twyn y Gregen är platt åt sydost, men åt nordväst är den kuperad. Runt Twyn y Gregen är det ganska tätbefolkat, med 96 invånare per kvadratkilometer. Närmaste större samhälle är Cwmbran, 15,7 km söder om Twyn y Gregen. Trakten runt Twyn y Gregen består i huvudsak av gräsmarker.